# Franz von der Trenck

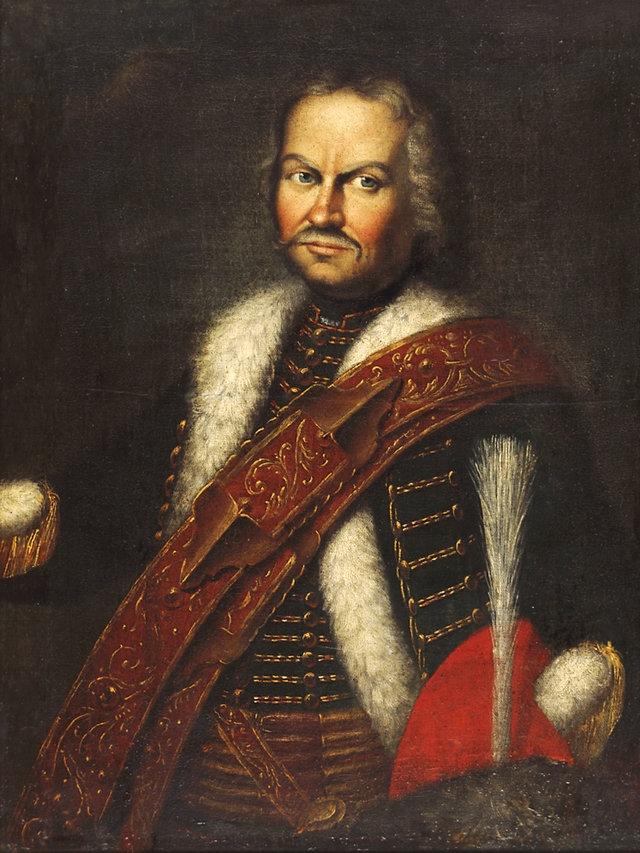
Franz von der Trenck.

Franz von der Trenck, född den 1 januari 1711 i Reggio, död den 4 oktober 1749 på fästningen Spielberg invid Brünn, var en tysk friherre och österrikisk krigare, kusin till Friedrich von der Trenck.
von der Trenck tillhörde en protestantisk, brandenburgsk familj, men uppfostrades i ett jesuitkollegium i Oedenburg och var 1728-31 anställd i kejserlig krigstjänst. 
von der Trenck deltog från 1737 som officer i rysk tjänst i kriget mot turkarna. Han dömdes 1740 som major till arkebusering för förnärmelse mot sin chef, men blev genom fältmarskalk Münnichs ingripande skonad till livet. 
Vid österrikiska tronföljdskrigets utbrott samma år uppsatte han för Österrikes räkning ett regemente på 2 000 kroater och pandurer, som alltid höll sig i härens förtrupp och stred tappert, men också utbredde förskräckelse genom plundring, mord och brand. 
1746 ställdes von der Trenck under åtal för sina gång på gång förnyade brott mot krigslagar och krigsbruk och blev efter en partiskt förd rättegång dömd till döden, men fick av nåd straffet mildrat till livstids fängelse och insattes i augusti 1748 på Spielbergs fästning, där han året därpå avled. 
von der Trenck var begåvad med ett ovanligt vackert yttre och ofantlig kroppsstyrka, men skaffade sig genom sitt obändiga lynne och sin barbariska krigföring hos sin samtid ett fruktat och avskytt namn. 